# Acton (Massachusetts)
Acton é uma cidade no Condado de Middlesex, Massachusetts, Estados Unidos, a aproximadamente 21 quilômetros a oeste-noroeste de Boston, ao longo da Rota 2 a oeste de Concord e a cerca de 16 quilômetros a sudoeste de Lowell. A população era de 23.561 pessoas na estimativa de 2018 do censo.